# Otto Hornek
Otto Hornek (* 4. Juni 1967 in Hall in Tirol) ist ein österreichischer Posaunist, Dirigent, Komponist und Arrangeur.

## Leben und Wirken
Nach dem Besuch der Musikschulen in Hall in Tirol und Innsbruck studierte Hornek am Tiroler Landeskonservatorium Innsbruck und an der Universität „Mozarteum“ in Salzburg bei Dany Bonvin. Seine Laufbahn führte ihn über zahlreiche Meisterkurse unter anderem bei Branimir Slokar und Dave Taylor in führende Orchester Österreichs, wo er als freiberuflicher Musiker engagiert war, sowie zum Blechbläserquintett Harmonic Brass, wo er von 2002 bis 2004 als Posaunist und von 2004 bis 2012 als Arrangeur und Komponist tätig war. Zahlreiche CD-Aufnahmen dokumentieren sein Können sowohl als Posaunist als auch als Arrangeur für Blechbläserensembles und Blasorchester.
Hornek lebt in Hall in Tirol und ist im Orchesterbüro des Tiroler Symphonieorchesters Innsbruck tätig. Daneben war er Kapellmeister der Speckbacher Stadtmusik Hall in Tirol sowie musikalischer Leiter der Brass Connection Tirol und der BlasCapelle Tirol. Seit 2022 ist er Kapellmeister der Salinenmusikkapelle Hall in Tirol.